# Olympische Winterspiele 2018/Teilnehmer (Zypern)
| Gelbes Symbol für Goldmedaillen mit stilisierten Olympischen Ringen | Graues Symbol für Silbermedaillen mit stilisierten Olympischen Ringen | Braundes Symbol für Bronzemedaillen mit stilisierten Olympischen Ringen |
| ------------------------------------------------------------------- | --------------------------------------------------------------------- | ----------------------------------------------------------------------- |
| —                                                                   | —                                                                     | —                                                                       |

Zypern nahm an den Olympischen Winterspielen 2018 in Pyeongchang mit einem Athleten im Ski Alpin teil. Dinos Lefkaritis, der bei der Eröffnungsfeier als Fahnenträger fungierte, startete im Riesenslalom und Slalom.

## Teilnehmer nach Sportarten

### Ski Alpin
| Athleten         | Wettbewerbe  | 1. Lauf | 2. Lauf       | Gesamt        | Gesamt        |
| Athleten         | Wettbewerbe  | Zeit    | Zeit          | Zeit          | Rang          |
| ---------------- | ------------ | ------- | ------------- | ------------- | ------------- |
| Männer           |              |         |               |               |               |
| Dinos Lefkaritis | Riesenslalom | DNF     | ausgeschieden | ausgeschieden | ausgeschieden |
| Dinos Lefkaritis | Slalom       | DNF     | ausgeschieden | ausgeschieden | ausgeschieden |